# Crowley (Luisiana)
Crowley es una ciudad ubicada en la parroquia de Acadia en el estado estadounidense de Luisiana. En el Censo de 2010 tenía una población de 13265 habitantes y una densidad poblacional de 890,72 personas por km².

## Geografía
Crowley se encuentra ubicada en las coordenadas 30°13′4″N 92°22′32″O / 30.21778, -92.37556. Según la Oficina del Censo de los Estados Unidos, Crowley tiene una superficie total de 14.89 km², de la cual 14.89 km² corresponden a tierra firme y (0.02%) 0 km² es agua.

## Demografía
Según el censo de 2010, había 13265 personas residiendo en Crowley. La densidad de población era de 890,72 hab./km². De los 13265 habitantes, Crowley estaba compuesto por el 64.63% blancos, el 32.54% eran afroamericanos, el 0.3% eran amerindios, el 0.34% eran asiáticos, el 0% eran isleños del Pacífico, el 0.67% eran de otras razas y el 1.52% pertenecían a dos o más razas. Del total de la población el 1.91% eran hispanos o latinos de cualquier raza.